# SpaceX CRS–3
A SpaceX CRS–3, vagy SpX–3, a  Dragon teherűrhajó repülése volt a Nemzetközi Űrállomáshoz. Ez volt a SpaceX teherűrhajójának ötödik indítása, egyúttal a SpaceX és a NASA között létrejött Commercial Resupply Services (CRS) szerződés keretében végrehajtott harmadik repülés. Az űrhajót 2014. április 18-án indították egy  Falcon 9 v1.1 hordozórakétával Cape Canaveralből.